# Glud & Marstrand-LRØ/Saison 2012
Dieser Artikel listet Erfolge und Fahrer des Radsportteams Glud & Marstrand-LRØ in der Saison 2012 auf.

## Erfolge in der UCI Europe Tour
| Datum        | Rennen                                       | Kat. | Sieger           |
| ------------ | -------------------------------------------- | ---- | ---------------- |
| 7. April     | 2. Etappe Circuit des Ardennes               | 2.2  | André Steensen   |
| 14. April    | Liège-Bastogne-Liège (U23)                   | 1.2U | Michael Valgren  |
| 29. April    | Himmerland Rundt                             | 1.2  | André Steensen   |
| 16. Mai      | 1. Etappe Flèche du Sud                      | 2.2  | André Steensen   |
| 20. Mai      | 5. Etappe Flèche du Sud                      | 2.2  | Patrick Clausen  |
| 10. Juni     | Dänische Meisterschaft – Straßenrennen (U23) | CN   | Sebastian Lander |
| 24. Juni     | Dänische Meisterschaft – Straßenrennen       | CN   | Sebastian Lander |
| 28. Juli     | 1. Etappe Kreiz Breizh Elites                | 2.2  | André Steensen   |
| 29. Juli     | 2. Etappe Kreiz Breizh Elites (EZF)          | 2.2  | André Steensen   |
| 28.–30. Juli | Gesamtwertung Kreiz Breizh Elites            | 2.2  | André Steensen   |

## Platzierung in UCI-Ranglisten
| UCI Continental Circuit | Platz |
| ----------------------- | ----- |
| UCI America Tour 2012   | 33    |
| UCI Europe Tour 2012    | 31    |

## Abgänge – Zugänge
| Zugänge          | Team 2011                            | Abgänge          | Team 2012                   |
| ---------------- | ------------------------------------ | ---------------- | --------------------------- |
| André Steensen   | Saxo Bank-SunGard                    | Christopher Juul | Team Saxo Bank-Tinkoff Bank |
| Sebastian Lander | Team Concordia Forsikring-Himmerland | Troels Vinther   | Team Saxo Bank-Tinkoff Bank |
| Jesper Hansen    | Team Energi Fyn                      | Jacob Nielsen    | Blue Water Cycling          |
| Rasmus Sterobo   | Team Energi Fyn                      | Daniel Foder     | Christina Watches-Onfone    |
| Patrick Clausen  | Neoprofi                             | Jimmi Sørensen   | Christina Watches-Onfone    |
|                  |                                      | Thomas Kvist     | Karriereende                |
|                  |                                      | Michael Berling  | Unbekannt                   |
|                  |                                      | Kasper Jebjerg   | Unbekannt                   |

## Mannschaft
| Name                | Geburtstag        | Nationalität |
| ------------------- | ----------------- | ------------ |
| Michael Andersen    | 7. Februar 1992   | Dänemark     |
| Lasse Bøchman       | 13. Juni 1983     | Dänemark     |
| Patrick Clausen     | 2. Juli 1990      | Dänemark     |
| Mathias Gade        | 5. Februar 1990   | Dänemark     |
| Jesper Hansen       | 23. Oktober 1990  | Dänemark     |
| Christian Jørgensen | 13. November 1987 | Dänemark     |
| Kasper Jørgensen    | 23. August 1984   | Dänemark     |
| Sebastian Lander    | 11. März 1991     | Dänemark     |
| Niki Østergaard     | 21. Januar 1988   | Dänemark     |
| André Steensen      | 12. Oktober 1987  | Dänemark     |
| Rasmus Sterobo      | 11. August 1991   | Dänemark     |